# Björnlunda
Björnlunda est une localité de Suède dans la commune de Gnesta située dans le comté de Södermanland.
Sa population était de 843 habitants en 2019.